# Pleurocybella
Pleurocybella Singer (bokówka) – rodzaj grzybów należący do rzędu pieczarkowców (Agaricales). W Polsce występuje jeden gatunek.

## Systematyka i nazewnictwo
Pozycja w klasyfikacji według Index Fungorum: Incertae sedis, Agaricales, Agaricomycetidae, Agaricomycetes, Agaricomycotina, Basidiomycota, Fungi.
Polską nazwę podał Władysław Wojewoda w 1999 r. W polskim piśmiennictwie mykologicznym rodzaj ten opisywany był też jako bedłka lub boczniak.
Gatunki
- Pleurocybella amarescens (Singer) Raithelh. 1993
- Pleurocybella ohiae Desjardin & Hemmes 2011
- Pleurocybella panelloides (Dennis) Raithelh. 1993
- Pleurocybella porrigens (Pers.) Singer 1947 – bokówka biała
- Pleurocybella tropicalis (Singer) Raithelh. 1993
- Pleurocybella vinosofuscus (Bres.) Singer 1986

Wykaz gatunków (nazwy naukowe) na podstawie Index Fungorum. Nazwa polska według Władysława Wojewody.